# Hieracium robustum
Hieracium robustum ist eine Pflanzenart aus der Gattung der Habichtskräuter (Hieracium) innerhalb der Familie der Korbblütler (Asteraceae). Sie kommt von Südost- und Osteuropa über Zentralasien bis nach China vor.

## Beschreibung

### Vegetative Merkmale
Hieracium robustum ist eine ausdauernde krautige Pflanze, die Wuchshöhen von 40 bis 120 Zentimetern erreicht. Sie bildet dicke Rhizome aus. Die steifen und aufrechten Stängel sind im oberen Teil verzweigt und stehen einzeln oder zu wenigen in Büscheln zusammen. Sie sind an der Basis violett gefärbt und gelegentlich auch spärlich mit einfachen Haaren besetzt, ansonsten sind die Stängel aber meist unbehaart.
An der Stängelbasis befinden sich mehrere grundständige Laubblätter, welche ebenso wie die Blätter im unteren Stängelbereich nach der Blütezeit abfallen, während sich am mittleren und oberen Stängel ebenfalls 10 bis 80 ungestielte Laubblätter befinden. Die etwas glauke Blattspreite ist bei einer Länge von 5 bis 9 Zentimetern sowie einer Breite von 1,5 bis 3 Zentimetern eiförmig bis schmal elliptisch-lanzettlich mit herzförmiger oder abgerundeter Spreitenbasis und spitzer bis kurz zugespitzter Spreitenspitze. Die Spreitenränder sind ganzrandig oder tief gezähnt. Die blassgrüne Blattunterseite weist eine netzartige Blattnervatur auf, welche genauso wie die Blattränder spärlich mit einfachen oder sternförmigen Haaren besetzt sein kann.

### Generative Merkmale
Die Blütezeit sowie die Fruchtreife erstrecken sich zumindest in Xinjiang von Juli bis in den Oktober hinein. Der schirmrispige bis länglich-rispige Gesamtblütenstand enthält 10 bis 80 körbchenförmige Teilblütenstände. Das bei einem Durchmesser von 0,9 bis 1,2 Zentimetern glockenförmige Involucrum enthält mehrere Reihen von grünen bis dunkelgrünen und an der Unterseite behaarten Hüllblättern. Die äußeren Hüllblätter sind bei einer Länge von 2 bis 3 Millimetern sowie einer Breite von etwa 1 Millimeter lanzettlich über linealisch bis breit linealisch, während die lanzettlichen mittleren Hüllblätter 4 bis 7 Millimeter lang und etwa 1 Millimeter breit sind und die ebenfalls lanzettlichen inneren Hüllblätter 8 bis 12 Millimeter lang sowie circa 1 Millimeter breit sind. Die Blütenkörbchen enthalten mehrere gelbe Zungenblüten.
Die schwärzlich braunen Achänen sind bei einer Länge von etwa 0,3 Zentimetern zylindrisch und weisen zehn Rippen auf. Der Pappus besteht aus mehreren blassgelben Borstenhaaren, welche etwa 0,6 Zentimeter lang sind.

### Chromosomenzahl
Die Chromosomenzahl ist 2n = 27 oder 36.

## Vorkommen
Das natürliche Verbreitungsgebiet von Hieracium robustum umfasst weite Teile Eurasiens. Es erstreckt sich dabei von Südost- und Osteuropa über Südwestasien, Kasachstan, Indien und Russland bis zum Uigurischen Autonomen Gebiet Xinjiang.
Hieracium robustum gedeiht in Xinjiang auf Wiesen und an Hängen in Höhenlagen von 1700 bis 2100 Metern.

## Taxonomie
Die Erstbeschreibung als Hieracium robustum erfolgte 1848 durch Elias Magnus Fries in Nova Acta Regiae Societatis Scientiarum Upsaliensis, Nummer 14, Seite 193.
Man kann die folgenden Unterarten unterscheiden:
- Hieracium robustum subsp. pallonianum (Zahn) Zahn: Sie kommt auf der Krim-Halbinsel sowie dem europäischen Teil Russlands vor.[3]
- Hieracium robustum Fr. subsp. robustum[3]
- Hieracium robustum subsp. syrmiense (Degen & Zahn) Gottschl.: Sie kommt in Südosteuropa vor.[3]

Früher wurde von diversen Autoren eine weitere Unterart, Hieracium robustum subsp. largum unterschieden, welche heute jedoch mit Hieracium umbellatum gleichgestellt wird.